# Et maintenant, on va où?
Et Maintenant, On Va Où? (Arabisch: وهلّأ لوين؟; Engels: Where Do We Go Now?) is een Libanese komediefilm uit 2011. Deze won de publiekspijs op het filmfestival van Toronto.

## Synopsis
Het verhaal speelt zich af in een geïsoleerd Libanees dorp waar christenen en moslims vreedzaam samenleven. Het zijn de vrouwen van het dorp die er alles aan doen om dit zo te houden. Wanneer iemand een televisie aanschaft breekt de hel los. De vrouwen verzinnen allerlei plannen om de gevechten weer te stoppen.